# Casa della Notte
Casa della Notte (House of Night) è un ciclo di romanzi di genere fantasy, scritti da P. C. Cast e Kristin Cast. Trattano delle vicende di un'adolescente, Zoey Redbird, che un giorno riceve il Marchio ed è costretta a trasferirsi alla Casa della Notte per affrontare il processo della sua nuova trasformazione in vampiro.
La serie è rimasta nella lista dei best seller del New York Times per 63 settimane. Il sesto volume, Tempted, ha debuttato al primo posto della lista dei best seller di USA Today. Stessa sorte è spettata a Burned e Awakened. La serie ha venduto, finora, più di 10 milioni di copie in 39 Stati.

## I libri
| N° | Titolo   | Data di uscita    | Data di uscita    |
| -- | -------- | ----------------- | ----------------- |
| 1  | Marked   | 1º maggio 2007    | 12 marzo 2009     |
| 2  | Betrayed | 2 ottobre 2007    | 24 settembre 2009 |
| 3  | Chosen   | 4 marzo 2008      | 28 gennaio 2010   |
| 4  | Untamed  | 23 settembre 2008 | 17 giugno 2010    |
| 5  | Hunted   | 3 settembre 2009  | 7 ottobre 2010    |
| 6  | Tempted  | 23 ottobre 2009   | 13 gennaio 2011   |
| 7  | Burned   | 27 aprile 2010    | 5 maggio 2011     |
| 8  | Awakened | 1º gennaio 2011   | 27 ottobre 2011   |
| 9  | Destined | 25 ottobre 2011   | 24 maggio 2012    |
| 10 | Hidden   | 16 ottobre 2012   | 24 aprile 2013    |
| 11 | Revealed | 15 ottobre 2013   | 10 aprile 2014    |
| 12 | Redeemed | 14 ottobre 2014   | 16 aprile 2015    |

### Esistono altri libri che fungono da cornice alla serie.
- Dragon's Oath: narra i fatti accaduti a Dragone in passato, quando ha conosciuto Anastasia.
- Lenobia's Vow: racconta le vicende accadute a Lenobia quando era una ragazza adolescente, ad Évreux, nel 1788.
- Neferet's Curse: parla della giovinezza di Neferet.
- La Casa della Notte - Il Manuale del Novizio (The Fledgling Handbook 101): è il libro che viene consegnato ad ogni novizio quando inizia a frequentare la Casa della Notte, contiene storie, miti e spiegazioni, incantesimi e rituali diffusi nel mondo dei vampiri.
- Nyx in the House of Night : spiega la religione, i miti e il folklore che hanno portato alla creazione della serie.
- Kalona's Fall: in uscita dopo Redeemed, narra la storia di Kalona.
- Wisdom of the House of Night Oracle Cards: A 50-Card Deck and Guidebook: è il mazzo di Tarocchi della Casa della Notte, corredato dalla guida.

## The House of Night Other World Serie
Nel 2019,sono usciti i seguenti libri non ancora tradotti in italiano:
- Loved
- Lost
- Forgotten
- Found

## Trama

### Marked
In un normale giorno di scuola, la sedicenne Zoey Redbird viene trovata da un Rintracciatore: scopre così di essere stata scelta dalla dea Nyx e di aver ricevuto il Marchio, primo passo verso la sua trasformazione in vampiro. Deve così dire addio alla sua vecchia vita e trasferirsi alla Casa della Notte dove il suo nuovo mondo l'attende. Zoey viene segnata dalla dea come sua prescelta e scopre di avere un'affinità con tutti e cinque gli elementi: acqua, aria, fuoco, terra e spirito. Nella nuova scuola si fa anche dei nuovi amici (Stevie Rae, Damien e le due "gemelle" Erin e Shaunee) e conosce la sua mentore, la Somma Sacerdotessa Neferet. Intraprende inoltre una relazione con Erik e diventa nemica di Afrodite, novizia a capo del club esclusivo della scuola, le Figlie Oscure. A causa, però, del suo comportamento impulsivo, Afrodite mette in pericolo le sue compagne e viene sostituita a capo del club dalla stessa Zoey.

### Betrayed
Zoey è alle prese con i compiti derivanti dall'essere il nuovo capo delle Figlie Oscure. Inoltre, a causa di un rigetto della Trasformazione la sua migliore amica Stevie Rae muore, e Zoey scopre che Neferet, sua mentore e fonte di sostegno, è in realtà malvagia e crea con i corpi dei novizi che dovrebbero essere in realtà morti un piccolo esercito di vampiri "rossi" e maligni. Stevie Rae viene trasformata in uno di quegli esseri, e intanto si viene a creare un rapporto di complicità tra Zoey e Afrodite, che scopre essere l'unica con cui poter parlare senza correre rischi. Inoltre, il rapporto della ragazza con Erik si raffredda, a causa dei sentimenti che Zoey prova per il suo vecchio ragazzo umano Heath.

### Chosen
Zoey cerca in tutti i modi di curare Stevie Rae e di far tornare in lei l'umanità, con l'aiuto di Afrodite. La ragazza non può rivelare niente ai suoi amici poiché Neferet lo verrebbe a scoprire leggendogli nel pensiero - cosa che non riesce a fare con Zoey e Afrodite - e quindi questi ultimi vengono a saperlo solo più tardi. La sua situazione sentimentale intanto si complica: oltre a stare con Erik e ad aver stabilito un imprinting con Heath, che le impediva di non frequentarlo e lasciarlo, compare anche la figura del professor Loren Blake, che la seduce, portandola infine a scegliere lui, rompendo l'imprinting con Heath e facendosi scoprire da Erik, che in seguito al tradimento la lascia in malo modo. Loren, in realtà, l'ha sempre presa in giro, infatti è alleato e amante di Neferet, e alla fine viene ucciso dal Popolo della Fede: Neferet stessa dichiara guerra agli umani. Successivamente, la giovane novizia, tramite un cerchio magico, riporta l'umanità in Stevie Rae, facendola diventare la prima vampira rossa della storia. Tutto ciò, però, ha un prezzo: Afrodite torna umana e perde l'affinità con la Terra, che aveva acquisito dopo la morte di Stevie Rae. Tuttavia i troppi segreti che Zoey ha dovuto tenere ai suoi amici le si rivoltano contro dunque si ritrova sola.

### Untamed
Zoey fa pace con i suoi amici e cerca di capire cosa stia succedendo alla Casa della Notte. Intanto lei e Afrodite cominciano a diventare amiche e, con l'appoggio di Shekinah, Somma Sacerdotessa di tutti i vampiri, iniziano un programma che metta in contatto la Casa con il mondo degli umani. Afrodite ha due visioni, in ognuna delle quali vede Zoey morire. Nel frattempo, la protagonista sviluppa dei sentimenti per James Stark, un nuovo studente. Il legame che sente con lui viene quasi subito interrotto: il corpo di Stark rifiuta la Trasformazione e il ragazzo muore. Zoey viene a sapere che Neferet sta cercando di allearsi con Kalona, un potente immortale. I suoi figli, i Raven Mockers, provocano un incidente a nonna Redbird, che cade in coma. Zoey decide di rivelare a tutta la scuola i piani di Neferet, ma la Somma Sacerdotessa le tende una trappola: uccide Shekinah e, con l'aiuto di Stark, tornato dalla morte come novizio rosso malvagio al suo servizio, colpisce Stevie Rae con una freccia. Il sangue della vampira bagna il terreno e Kalona si libera dalla sua prigione sotterranea. Mentre nella Casa della Notte regna il caos, Zoey e il suo gruppo, insieme a Erik, Dario e gli altri novizi rossi, scappano dalla scuola e si nascondono sottoterra, dove si preparano per la lotta contro il male.

### Hunted
Zoey aiuta Stevie Rae a liberarsi dalla freccia che l'ha colpita al petto. Intanto, i suoi sogni vengono visitati da Kalona, che vuole sedurla e portarla dalla sua parte. La ragazza resiste al richiamo di Kalona e torna con il suo ex ragazzo, Erik. Stevie Rae, per guarire dalla ferita, morde Afrodite e tra le due ragazze si crea un imprinting. Il gruppo di Zoey fa la conoscenza degli altri novizi rossi che hanno ritrovato l'umanità; ignorano invece che nascosti nei tunnel si trovano altri novizi, che sono però dalla parte di Neferet. Zoey, mentre cerca di proteggere Heath, viene ferita gravemente da un Raven Mocker: l'unico modo per impedire che muoia è riportarla alla Casa della Notte. Nella scuola, nel frattempo, la situazione è cambiata: la presenza di Kalona sta portando studenti e professori ad abbandonare la via di Nyx. Zoey riesce a convincere Stark a tornare dalla parte del bene: egli le presta il Giuramento di Guerriero e si trasforma nel secondo vampiro rosso esistente. Il gruppo di Zoey scappa di nuovo dalla Casa della Notte e si rifugia nell'abbazia benedettina, dove vengono raggiunti da Kalona. Con l'aiuto di sua nonna, che si è svegliata dal coma, e di suor Mary Angela, Zoey e i suoi amici riescono a cacciare Kalona e Neferet via da Tulsa.

### Tempted
Zoey è confusa per la sua situazione sentimentale con Heath, Stark ed Erik, che lascia perché geloso e possessivo. La novizia continua a sognare Kalona, ma scopre che, se dorme con un ragazzo, l'angelo non può entrare nella sua mente. Dario, innamoratosi di Afrodite, le presta il Giuramento di Guerriero, anche se la ragazza pensa di non meritarlo. Intanto, Stevie Rae trova un Raven Mocker ferito, Rephaim, e, senza sapere perché, lo aiuta a riprendersi. Zoey scopre di essere la reincarnazione di A-ya, una ragazza di creta creata dalle Ghigua, le sacerdotesse Cherokee, per amare Kalona: questo è il motivo per cui è così attratta da lui. Apprende inoltre che Neferet e Kalona vogliono riportare in vita le antiche usanze vampire e che stanno cercando di ottenere la fiducia del Consiglio Supremo dei Vampiri, che ha sede a Venezia, fingendo di essere Nyx incarnata ed Erebo, consorte della Dea. Il gruppo di novizi, con Afrodite, Dario, Stark e Heath, si reca a Venezia per fermarli. Nel frattempo, in un nuovo sogno, Zoey viene a sapere che Kalona era il Guerriero di Nyx e, poiché l'amava troppo, la Dea l'ha cacciato dal suo regno. Stevie Rae, rimasta a Tulsa, si reca dai novizi rossi malvagi per convincerli a passare dalla parte del bene, ma cade in una trappola e rischia di morire bruciata dal Sole. Rephaim la salva e la vampira, per riprendersi dalle ferite, beve il suo sangue, spezzando così l'imprinting che aveva con Afrodite e stabilendone uno nuovo con il Raven Mocker. A Venezia, Heath origlia una conversazione tra Neferet e Kalona, che lo scopre e lo uccide. A causa del forte legame che li unisce sin dall'infanzia, l'anima di Zoey va in pezzi e la ragazza cade in uno stato comatoso, grazie al quale incontra Heath nell'Aldilà.

### Burned

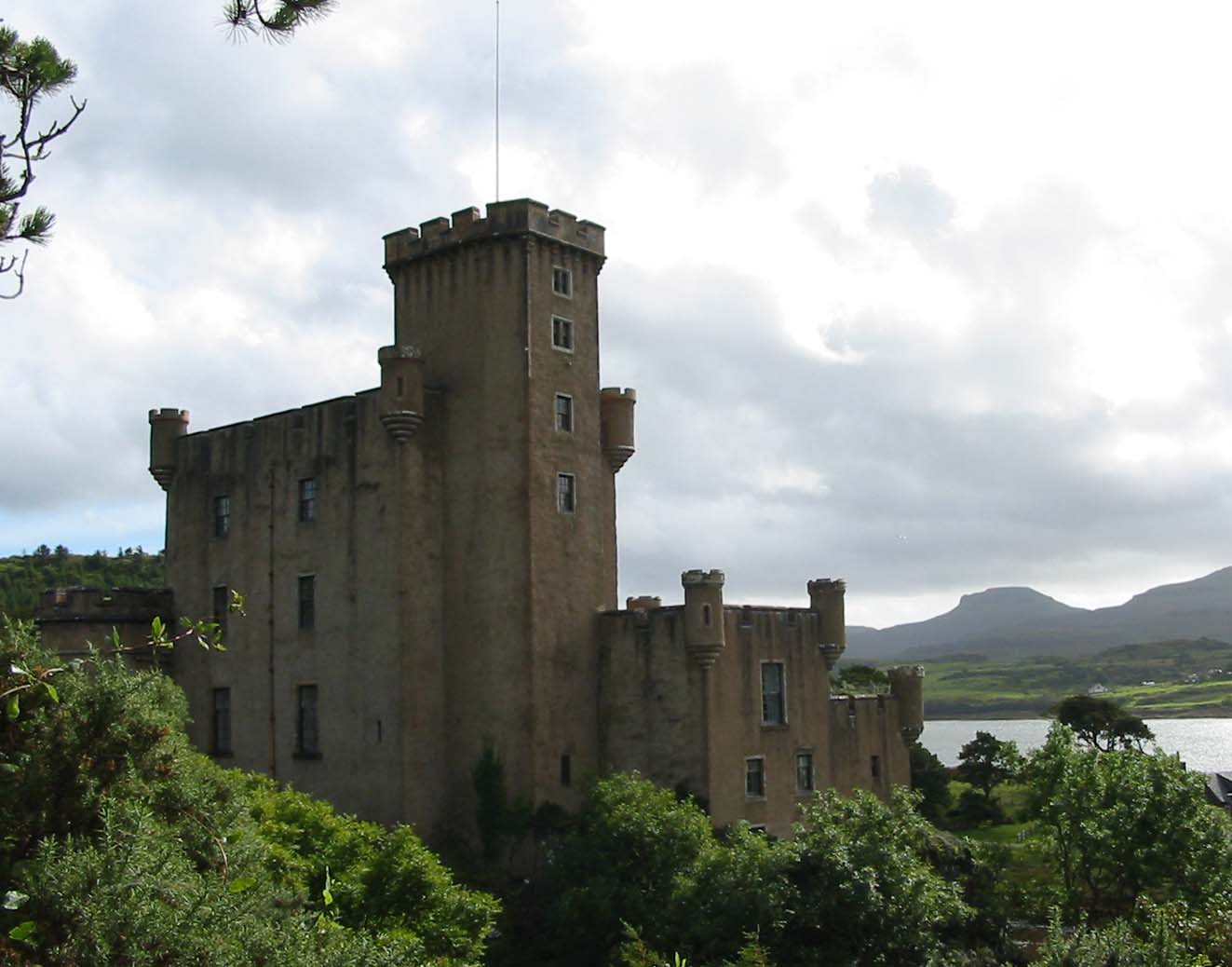
Buona parte di Burned si svolge sull'isola di Skye nelle Ebridi Interne, in un castello simile al Castello di Dunvegan, mostrato nella foto.

Dopo che il suo spirito è andato in pezzi, Zoey si trova nell'Aldilà con Heath. Qui incontra varie parti di sé, ma non vuole riassorbirle e tornare completa perché significherebbe lasciare Heath per sempre: così facendo, rischia di diventare un essere senza pace, né morto né vivo. Mentre Neferet costringe Kalona a inseguire Zoey nell'Aldilà per impedirle di tornare, gli amici della ragazza cercano di riportarla tra loro, ma per farlo hanno solo sette giorni. Studiando dei testi antichi, scoprono l'esistenza di antiche forze, la Luce e la Tenebra, rappresentate da un toro nero e uno bianco. Stevie Rae evoca nel parco di Tulsa il toro bianco, ignorando che sia la personificazione della malvagia Tenebra. La Rossa scopre il modo per aiutare Stark a raggiungere Zoey nell'Aldilà senza morire, ma deve pagare un prezzo di sangue al toro bianco. Mentre l'animale le provoca tagli su tutto il corpo, la ragazza viene soccorsa da Rephaim, che paga il debito al suo posto. Recuperate le forze, Stevie Rae evoca il toro nero, che caccia il suo corrispondente malvagio, ma la lega per sempre all'umanità del Raven Mocker. Grazie alle informazioni ottenute, Afrodite, Stark e Dario raggiungono l'isola di Skye, dove da secoli si allenano i Guerrieri. Grazie ad uno di essi, Seoras, Stark apprende che deve accettare la propria metà cattiva, diventando un Guardiano e riuscendo ad entrare nel regno di Nyx. Capendo che per riportare indietro Zoey deve separarla da Heath, convince il ragazzo a proseguire senza di lei. Stark e la Somma Sacerdotessa vengono attaccati da Kalona e, per salvare Stark, Zoey riassorbe dentro di sé i pezzi del suo spirito, tornando completa e nel mondo dei vivi. Nel frattempo, a Tulsa, Stevie Rae caccia i novizi rossi malvagi, ma alcuni di loro restano uccisi. Per superare il dolore, fa l'amore con Dallas, ma vengono sorpresi da Rephaim, che vuole impedire che la Rossa rompa il loro imprinting. Capendo il legame che c'è tra di loro, Dallas, furioso, viene posseduto dalla Tenebra e si trasforma in un vampiro dall'animo perfido. Mentre Rephaim parla a Stevie Rae dei propri sentimenti, percepisce il ritorno di Kalona nel mondo reale e le dice che loro due non possono essere altro che nemici.

### Awakened
Zoey decide di rimanere sull'isola di Skye insieme a Stark, mentre Dario e Afrodite ritornano a Tulsa. Neferet finge di bandire Kalona a causa dell'omicidio di Heath, ma ritorna con lui a Tulsa. Jack viene ucciso dalla Tenebra chiamata da Neferet, ma non è possibile provare la sua colpevolezza, poiché nel momento in cui è morto la donna si trovava alla riunione del consiglio nella Casa della Notte. Stevie Rae chiama Zoey dicendole che deve tornare a Tulsa perché Neferet ha in mente qualcosa. Infatti, durante il funerale di Jack, la vampira, davanti a tutti, dichiara, mentendo, di essere pentita di aver scelto la Tenebra e di voler tornare a far parte della Luce. Intanto, dopo aver scoperto di essere legato a Stark e di poter entrare nel suo corpo, Kalona si sfoga con Rephaim: poiché non è riuscito a uccidere Zoey nell'Aldilà, la sua anima, finché resterà immortale, è controllata da Neferet. Il figlio, però, lo aiuta a capire che, avendo donato una parte di anima a Stark per resuscitarlo, il suo spirito non è più completamente immortale e, quindi, non più sotto il controllo della vampira. Per controllare se può davvero ribellarsi a lei, Rephaim e Kalona raggiungono la Casa della Notte durante il funerale. Zoey e i suoi amici scoprono così che Stevie Rae e Rephaim hanno un imprinting, ma il Raven Mocker decide di abbandonare la Tenebra per seguire la Luce e la via di Nyx. Kalona lo scioglie dal legame che lo lega a lui e, avendo la prova che Neferet non lo comanda, se ne va. Nyx appare e dona a Rephaim un corpo umano, ma solo per la notte: dall'alba al tramonto tornerà ad essere un corvo. Neferet, non avendo più Kalona al suo fianco, si allea con il toro bianco, che decide di donarle uno Strumento da comandare: per averlo, deve sacrificare una potente matriarca Cherokee. Neferet lo conduce a casa di Sylvia Redbird ma, non trovandola, offre la madre di Zoey, Linda che si trovava lì dopo aver scoperto il tradimento di suo marito (con la segretaria), decisa a ritrovare i rapporti con la madre e la figlia. Lo Strumento, però, non è perfetto, poiché la donna non è una matriarca. Approfittando di questa falla, Nyx chiede a Heath di scegliere fra tre vie: rimanere nell'Aldilà, reincarnarsi in un umano quando il suo spirito sarà maturo o entrare nello Strumento, rendendo difficile la missione di uccidere Zoey. Heath sceglie l'ultima opzione e torna nel mondo umano sotto forma dello Strumento di Neferet. Nel frattempo, Zoey e i suoi amici lasciano la Casa della Notte per fondarne una loro nei sotterranei dello scalo ferroviario, perché nonostante Nyx abbia apertamente dichiarato che non si merita il suo perdono, Neferet è riuscita a ingannare tutti del fatto che Zoey e i suoi amici si fossero alleati con la Tenebra.

### Destined
Mentre Stark è tormentato da continui incubi provocati da Kalona, Zoey è triste per la morte di sua madre e accetta di presenziare ad un rito di purificazione della terra dove è avvenuto l'omicidio. Intanto, il suo cerchio, Rephaim e i novizi rossi riprendono a frequentare le lezioni alla Casa della Notte, restando però a dormire nei tunnel sotto lo scalo ferroviario. Neferet, per provocare il caos, chiama a scuola anche i novizi malvagi e alcuni umani che svolgano lavori di ordinaria amministrazione, mentre pone Aurox, lo Strumento che lei presenta come dono di Nyx, a guardia della Casa della Notte. Aurox ha il potere di assorbire le emozioni negative e trasformarle in forza, ma non riesce a fare altrettanto con quelle di Zoey, che a sua volta non riesce a capire perché si senta agitata ogni volta che vede il ragazzo. Nel mentre, Erik, diventato Rintracciatore, Segna una ragazza, Shaylin, con un Marchio di colore cremisi: il dono della nuova novizia rossa è la Vista Assoluta, che le permette di vedere la vera anima delle persone. Kalona decide di vendicarsi di Neferet per averlo mandato nell'Aldilà e si riunisce con i suoi Raven Mocker, ma si rende presto conto di sentire la mancanza di Rephaim: cerca così di riportarlo da lui. Rephaim vorrebbe credere che il padre sia cambiato, ma Stevie Rae cerca di scoraggiarlo. Solo Shaunee lo sostiene, memore di quello che ha passato con i propri genitori, e la sua presa di posizione la porta a litigare con Erin. Su richiesta del Consiglio Supremo, la vampira Thanatos raggiunge la Casa della Notte e consiglia a Zoey, che vuole scoprire la verità sull'omicidio di sua madre, di trasformare il rito di purificazione in un rito di svelamento, in cui rivivere la notte della tragedia. Poco prima della partenza, Afrodite ha una visione confusa di Rephaim che, durante il rito, viene ucciso da Dragone, in collera con lui perché ha ucciso sua moglie: Thanatos proibisce così al Signore delle Spade di andare con loro, ma Dragone disubbidisce. Durante il rito, mentre scoprono che l'assassina di Linda è Neferet, Aurox attacca Rephaim: egli è stato mandato dalla Tsi Sgili, che non vuole che si sappia la verità, ed era lui ad uccidere il Raven Mocker nella visione di Afrodite. Dragone interviene per salvare Rephaim, perdendo la vita, mentre il ragazzo viene resuscitato da una lacrima di Kalona, chiamato da Stevie Rae. Prima che Aurox se ne vada, Zoey lo osserva attraverso la sua pietra del veggente, vedendo in lui Heath. Thanatos, resasi conto della malvagità di Neferet, si proclama nuova Somma Sacerdotessa, mentre Kalona decide di allearsi con loro, votandosi come suo Guerriero e sostituendo Dragone alla scuola.

### Hidden
Di ritorno dal Rituale di Svelamento, Zoey e gli altri scoprono che le scuderie della Casa della Notte sono bruciate, e che il gatto di Dragone, Shadowfax, è stato ucciso per risvegliare la Tenebra e costringere Aurox a uccidere Rephaim. Neferet, lasciata in sordina la Casa della Notte, organizza una conferenza stampa in cui finge di non essere stata bandita dalla società dei vampiri e sostiene che i vampiri rossi, soprattutto Stark, siano molto pericolosi. Intanto incarica Dallas di tenere d'occhio la situazione al posto suo. Thanatos organizza una seconda conferenza stampa in risposta a quella di Neferet, annunciando l'apertura della scuola agli umani e l'organizzazione di una open night con sportello lavoro. Contemporaneamente, Aurox è profondamente pentito per aver ucciso Dragone e trova conforto nel perdono di nonna Redbird, mentre Erin lascia lo scalo ferroviario e il gruppo, iniziando una relazione con Dallas. Neferet rapisce Sylvia Redbird per ucciderla e far soffrire Zoey: Aurox viene a sapere dei suoi piani e, pur di salvare la nonna, torna alla Casa della Notte per avvertire Zoey, rischiando di farsi uccidere da Stark, Kalona e Dario. Dopo i primi tentennamenti, Zoey e gli altri decidono di credergli e di mandare Kalona a salvare la donna, facendo credere a Neferet che l'immortale sia ancora dalla sua parte. Kalona, però, viene scoperto, così Aurox si offre al suo posto e si reca da Neferet, protetto dagli elementi in modo che la Tenebra abbia meno presa su di lui. Anche lui, tuttavia, viene scoperto e, persa la protezione degli elementi, si trasforma nella Bestia, pronta a uccidere nonna Redbird. Zoey e gli altri arrivano in suo soccorso e la ragazza riesce a placare la Bestia, in modo che, invece della nonna, incorni Neferet. La vampira, però, non muore. Salvata Sylvia, grazie alla pietra del veggente Zoey mostra a tutti che Aurox è in realtà Heath, e quindi è loro amico.

### Revealed
Durante l'open night alla Casa della Notte, Neferet si manifesta e causa in Erin il rifiuto della Trasformazione, facendola morire. Scacciata dal cerchio di Zoey, uccide il sindaco e padre di Afrodite per berne il sangue e recuperare le energie: la sua vedova, però, è convinta che i colpevoli siano i vampiri e disconosce Afrodite, mentre la polizia inizia a indagare sull'omicidio e chiede ai novizi e agli insegnanti di non uscire dalla scuola. Il Consiglio Supremo dei Vampiri glielo permette, ma Thanathos non è d'accordo e decide di staccarsi dal loro controllo. Intanto, Afrodite ha una visione di Zoey che, impazzita a causa della rabbia, viene arrestata dalla polizia. Seguendo il proprio istinto, decide di non parlargliene, mentre si consulta con Shaylin, che le rivela che, da un po' di tempo, i colori dell'aura di Zoey sono sempre più scuri e vorticanti. Dopo il funerale di Erin, Dallas cerca di uccidere Stevie Rae poiché ritiene responsabile Zoey e i suoi amici della morte della ragazza: il suo tentativo fallisce, ma il vampiro viene giustiziato per decapitazione per evitare che un fatto simile si ripeta. Zoey è sempre più confusa sui sentimenti che prova per Aurox, non riuscendo a capire se lo ama poiché in lui c'è l'anima di Heath, e si sente a disagio a causa della gelosia di Stark. Parlando con Lenobia, però, comprende di voler stare con quest'ultimo. La ragazza origlia per errore una delle conversazioni di Afrodite e Shaylin sui suoi colori e si infuria perché non gliene hanno parlato. Governata dalla rabbia, amplificata dall'antica magia della pietra del veggente che porta sempre al collo, viola gli ordini della polizia ed esce dalla scuola, recandosi al parco. Qui finisce per uccidere due uomini che l'hanno importunata e viene arrestata. Nel frattempo, Neferet ha recuperato altre energie riposando in una grotta, e commette una strage in chiesa, rivelando la propria vera indole.

### Redeemed
Zoey, convinta di aver ucciso i due uomini incontrati al parco, si consegna alla polizia. Neferet, intanto, prende possesso del Mayo Hotel e di tutti i suoi ospiti, influenzandone alcuni grazie ai tentacoli di Tenebra, e si vanta, dinanzi alla polizia giunta per vedere cosa succeda, della strage in chiesa; rivela inoltre di essere stata lei a finire i due uomini al parco, così Zoey viene rilasciata. Dopo una conferenza stampa di Thanatos, che avverte tutti della pericolosità di Neferet, gli abitanti di Tulsa giungono alla Casa della Notte in cerca di asilo, venendo ben accolti; Shaunee e Thanatos, poi, realizzano una barriera di protezione che isoli il Mayo da Tulsa, impedendo a chiunque abbia cattive intenzioni di passare attraverso il muro di fuoco. Kalona porta alla Casa della Notte una delle ospiti dell'albergo, Lynette, che si trovava fuori dal Mayo al momento della creazione dell'incantesimo e che è riuscita, in questo modo, a fuggire da Neferet. Grazie a lei, Zoey e il suo gruppo apprendono come sia la situazione dentro l'hotel. Afrodite ha una visione di Kalona che muore schiantandosi al suolo e lo avverte, ma egli, saputo che Neferet, furiosa di trovarsi prigioniera, sta buttando dalla terrazza del Mayo alcuni degli ospiti, va a salvarli, venendo colpito da dei proiettili intrisi di Tenebra che lo uccidono. Poiché è riuscito a guadagnarsi il perdono di Nyx, Kalona viene accolto nel suo Aldilà davanti agli occhi di Zoey e compagni. Lynette, spaventata da quanto successo e pensando che adesso Neferet cercherà di uccidere lei per il tradimento subìto, torna al Mayo, venendo riaccolta dopo aver riferito della barriera di Thanatos e del suo punto debole: se eccessivamente stimolata dalla forza oscura, crollerà. Così, Neferet si potenzia uccidendo tutti i suoi devoti, Lynette compresa, e sacrifica parte dei tentacoli per abbattere il muro. Caduta la barriera, Thanatos muore. Zoey capisce di dover utilizzare la pietra del veggente e le Fate dell'antica magia per intrappolare Neferet nella terra e va al parco ad affrontarla: lo scontro finale volge a suo favore grazie al sacrificio di Aurox, che utilizza l'antica magia che l'ha creato per chiudere la grotta in cui Neferet è stata sospinta insieme ai tentacoli di Tenebra. Ripristinato l'equilibrio tra Luce e Tenebra, Zoey, Damien, Shaunee e Shaylin completano la trasformazione in vampiri. Tempo dopo, alla Casa della Notte viene istituito il Consiglio Supremo Nordamericano, composto da Zoey, Stevie Rae, Afrodite, Shaunee, Shaylin, Lenobia e Damien, che viaggeranno di Casa in Casa per risolvere i problemi dei vampiri e delle comunità umane che vivono con loro. Zoey, però, continua a vedere Aurox nei suoi sogni e torna al parco insieme agli amici, creando un ultimo cerchio grazie al quale libera la sua anima dalla roccia della grotta, inviandola in cielo.

## The House of Night Other World Serie Trama
Loved
Il mondo non starà al sicuro a lungo ... Riuniti a Tulsa dopo un anno di distanza, Zoey e il Nerd Herd sono pronti per festeggiare il suo diciottesimo compleanno. Ma sembra che niente alla casa della notte sia mai così silenzioso come sembra. Con rabbiosi vampiri rossi che si avvicinano, gli amici devono riunirsi di nuovo. Ma un anno è molto tempo. Sono diventati troppo distanti? Quando il mondo si rompe e gli alleati diventano nemici, l'oscurità divorerà le amicizie o la luce salverà quelli che Zoey ama?
Lost
Nel momento in cui l'Altro Kevin torna al suo mondo, iniziano i guai ... A Tulsa, le cose si sono calmate da quando Zoey ha chiuso lo strappo tra i mondi. Ma Zoey conosce la verità. Nell'altro mondo suo fratello sta usando Old Magick, ignaro dei pericoli che comporta. Lei sa che deve aiutarlo - dopotutto, è il suo fratellino. Anche se, così facendo, potrebbe dover perdere coloro che ama ...
Forgotten
Mentre due mondi si intrecciano, Zoey Redbird deve chiamare ancora una volta i suoi amici per distruggere l'oscurità. Anche se Zoey non riesce a dimenticare l'Altro Mondo, deve concentrarsi su se stessa, se non altro per tenere a bada i pensieri di tornare indietro. La vecchia magia è pericolosa e deve resistere all'impulso di usarla. Il cuore dell'altro Kevin è spezzato, ma ha bisogno di riportare l'ordine nel suo mondo prima di poter andare avanti. Mentre Zoey mira a riunire vampiri e umani, Other Neferet continua la sua ricerca dell'immortalità. Entrambi i mondi vogliono la pace, ma riusciranno a ottenere ciò che desiderano entrambi? O l'oscurità spegnerà la luce? Cosa succede quando i mondi si scontrano e i poteri che dovrebbero essere lasciati soli vengono risvegliati?
Found
La nebbia si riversa su Tulsa e con essa arriva l'oscurità. Zoey sa che l'oscurità porta con sé un vecchio nemico. Più Zoey scopre, più si trova di fronte alla certezza che Neferet è tornato. Ancora una volta il Nerd Herd dovrà scavare in profondità per salvare questo mondo. Quando l'Altra Neferet arriva a Woodward Park per liberare Neferet di questo mondo dalla sua prigione nella grotta, scopre rapidamente che potrebbero esserci persone che simpatizzano con la loro causa. E dalle ceneri risorgeranno due potenti nemici. Il più improbabile degli alleati sarà abbastanza potente da sconfiggere la loro vecchia nemesi o due mondi verranno distrutti e rivendicati dall'oscurità? Scoprilo nell'emozionante conclusione della serie House of Night Other World!

## I vampiri inCasa della Notte
In Casa della Notte, in una piccola percentuale di adolescenti avviene una mutazione a livello genetico che li porta alla trasformazione in vampiri. La trasformazione dura quattro anni, che i ragazzi, noti come "novizi", devono trascorrere in scuole superiori speciali note come "Case della Notte". Per prepararsi alla loro nuova vita, i novizi devono frequentare le lezioni di Sociologia Vampira 101 e imparare i rischi che corrono: se non restano vicino ad un vampiro adulto, con il passare del tempo moriranno. Il 10% circa dei novizi non supera la trasformazione e muore in ogni caso.
Vampiri e novizi non possono essere distrutti dalla luce del sole, che tuttavia è per loro dolorosa: per questo motivo, le lezioni alla Casa della Notte si tengono durante le ore notturne. I novizi sono segnati dal profilo di una mezzaluna blu sulla fronte. Una volta trasformatisi, la mezzaluna si colora all'interno e ricevono sul viso dei tatuaggi unici per ognuno. Si nutrono di sangue, ma il pasto è piacevole sia per l'umano che per il vampiro (poiché la dea Nyx ha fatto in modo che l'umano non soffra, ma ne tragga piacere come il vampiro) e può condurre alla creazione di un forte legame, chiamato "imprinting".

## Personaggi principali
Zoey Redbird (prima di diventare novizia, Zoey Montgomery)
Protagonista della serie, ha, inizialmente, 16 anni ed è nata il 24 dicembre. Discende dalla tribù indiana Cherokee e ha molti problemi con i ragazzi. Zoey è coraggiosa e di buon cuore; ha un'affinità con tutti e cinque gli elementi (Aria, Fuoco, Acqua, Terra, Spirito) e tatuaggi unici donati dalla dea Nyx. Studia per diventare la Somma Sacerdotessa della Casa della Notte di Tulsa. È la reincarnazione di A-ya, fanciulla cherokee creata per imprigionare Kalona. Ha una gatta arancione, Nala. Il suo colore preferito è il verde. Ha capelli scuri e occhi color nocciola.
Stevie Rae Johnson
Migliore amica di Zoey e sua compagna di stanza, proviene dalla città di Henrietta, in Oklahoma. Ha un forte accento Okie. In Betrayed muore, ma poi si trasforma in una vampira rossa alla fine di Chosen. È la Sacerdotessa dei novizi rossi e ha un'affinità con la Terra. In Hunted sviluppa un Imprinting con Afrodite, ma lo rompe alla fine di Tempted, stabilendone involontariamente un altro con Rephaim, capo dei Raven Mocker, del quale si è innamorata. Il loro legame segreto è noto solo a sua madre Virginia, che lo accetta, finché i suoi amici lo scoprono. Adora gli oggetti country. Ha corti riccioli biondi e occhi azzurri. È premurosa, dolce e intuitiva e vuole studiare per diventare una Somma Sacerdotessa.
Damien Maslin
Amico di Zoey, ha un'affinità con l'Aria: questo è insolito, poiché di solito ai ragazzi Nyx dona poteri che riguardano la forza fisica. È omosessuale, ma i genitori non accettano questo suo lato. È conosciuto per il suo vocabolario impeccabile e per le sue conoscenze, che superano quelle di un normale novizio. È sensibile, affettuoso e protettivo. Ha un gatto, Cameron. Ha capelli e occhi castani. È stato fidanzato con Jack fino alla morte di quest'ultimo, poi si è innamorato del giornalista umano Adam Paluka.
Erin Bates
Amica di Zoey, "gemella" non di sangue di Shaunee e sua compagna di stanza, ha un'affinità con l'Acqua. Le piace fare shopping e seguire le ultime tendenze in fatto di moda. Condivide con Shaunee un gatto, Belzebù. In Hidden si allontana dal gruppo di Zoey iniziando una relazione con Dallas, e inizia a mostrare più spesso il suo carattere superficiale ed egoista. In Revealed, mentre forma un cerchio con Zoey e gli altri per fermare Neferet, viene colpita dallo spirito di quest'ultima, che le causa il rifiuto della Trasformazione, facendola morire. Ha capelli biondi e occhi azzurri.
Shaunee Cole
Amica di Zoey, "gemella" non di sangue di Erin e sua compagna di stanza, ha un'affinità con il Fuoco. Come Erin, le piace fare shopping. Ha un carattere deciso e altruista. Alla fine della serie, si innamora di Erik. Prima di trasferirsi alla Casa della Notte viveva in Connecticut, con una famiglia ricca che la ignorava. Ha origini giamaicane e la pelle color caramello, capelli neri ondulati e occhi scuri.
Afrodite LaFont
Nemica, ma successivamente amica, di Zoey, ha il dono delle visioni (ciò la rende una Profetessa di Nyx) ed è la leader dei Figli e delle Figlie Oscure e futura Somma Sacerdotessa fino all'arrivo di Zoey, che grazie ai suoi poteri, la sostituisce in entrambe le cariche. Sa essere superficiale e manipolatrice, ma è una facciata per nascondere il suo buon cuore. Dimostra spesso di avere qualità di leader superiori a quelle di Zoey. È figlia del sindaco di Tulsa, Charles LaFont, e, conseguentemente, è benestante. Ottiene l'affinità con la Terra mentre Stevie Rae è morta. Alla fine di Chosen diventa umana perché ha ceduto i suoi poteri a Stevie Rae per farla trasformare in un vampiro. Ha comunque le visioni ma ha perso l'affinità con la Terra e il Marchio.  Per qualche tempo, nasconde il fatto e continua a frequentare la Casa della Notte disegnandosi un Marchio finto sulla fronte; dopo essere stata scoperta, le viene comunque consentito di restare poiché è una Profetessa di Nyx. È l'unica altra novizia, oltre a Zoey, la cui mente non può essere letta da Neferet. Ha una gatta bianca, Malefica. È innamorata di Dario. Ha lunghi capelli biondi e occhi azzurri.
James Stark (prima di diventare novizio, James MacUallis)
È il miglior vampiro arciere del mondo, ha un dono che gli permette di non mancare mai il bersaglio, ma non ne va fiero, perché a causa di esso ha erroneamente ucciso il suo mentore, William Chidsey. Si è trasferito a Tulsa dalla Casa della Notte di Chicago in Untamed, ma è morto poco dopo rinascendo come novizio rosso. Diventa il ragazzo di Zoey, cui si è votato tramite il Giuramento di Guerriero in Hunted. Dopo il giuramento, si trasforma in un vampiro rosso. In Burned accetta di avere una parte malvagia e diventa un Guardiano, la cui arma è la spada a due mani claymore. È il secondo vampiro rosso esistente, dopo Stevie Rae. Ha un cane labrador, Duchessa e in "Redeemed" gli viene affidato il gatto di Aurox, Skylar che precedentemente era stato di Neferet. Accanito lettore, il suo scrittore preferito è Pat Conroy. Preferisce essere chiamato solo per cognome.
Neferet (prima di diventare novizia, Emily Wheiler)
Somma Sacerdotessa della Casa della Notte di Tulsa, mentore di Zoey e insegnante di Sociologia Vampira. Vuole che i vampiri governino la Terra ed esserne la regina, e odia gli umani. I doni che Nyx le ha concesso comprendono poteri di guarigione, una spiccata intuitività e una speciale affinità con i gatti. Pretende di essere l'incarnazione di Nyx in terra e sostiene che Kalona sia Erebo, il consorte della Dea, anche se sa che non è così; si fa chiamare regina Tsi Sgili. Sua madre morì quand'era piccola; ha subito abusi sessuali da parte del padre Barrett in tenera età. Ha lunghi e folti capelli rossi e occhi verdi. Il suo gatto si chiama Skylar e ha il pelo arancione ma in "Redeemed" abbandona Neferet e sceglie Aurox. È in grado di gestire i tentacoli di Tenebra. In Destined rafforza l'alleanza con il Toro Bianco, che diventa il suo nuovo Consorte al posto di Kalona, rendendola immortale.
Jack Twist
Nuovo arrivato alla Casa della Notte di Tulsa in Betrayed, diventa il fidanzato di Damien. È bravo con la tecnologia, per cui ha un'affinità, ed è molto legato a Duchessa, la labrador bionda di Stark. È molto emotivo. Muore in Awakened ucciso da Neferet.
Dario
Figlio di Erebo, guerriero che protegge Zoey da Chosen in poi e ragazzo di Afrodite, alla quale si vota completamente in Tempted tramite il Giuramento di Guerriero. È forte e molto veloce ed è l'unico Figlio di Erebo che non si è fatto incantare da Kalona. Ha una gatta, Nefertiti.
Erik Night
Fidanzato di Zoey nei primi tre libri ed ex-ragazzo di Afrodite. In Chosen completa la Trasformazione in vampiro e diventa il nuovo professore di Recitazione. Ha vinto molte competizioni di recitazione e si ritiene che possa diventare una stella di Broadway e Hollywood. È un bravo ragazzo, ma con il passare del tempo i continui tradimenti di Zoey lo portano a rivelare un lato più cattivo e geloso del suo carattere. In Hunted torna con Zoey, ma lei lo lascia quasi subito. Erik ripiega allora, momentaneamente, su Venere. In Awakened, decide di partire per Hollywood, ma prima che possa andare, Nyx lo marchia come Rintracciatore di nuovi novizi, costringendolo a restare alla Casa della Notte di Tulsa per altri quattro anni. È il primo Rintracciatore a segnare una novizia, Shaylin, direttamente con il marchio rosso, e si innamora di lei, ma, scoperto che è lesbica, si innamora di Shaunee. Erik ha capelli neri e occhi blu. I suoi film preferiti sono i primi tre della saga di Guerre stellari. È uno dei pochi che non hanno cambiato nome quando sono entrati alla Casa della Notte.
Thanatos
Vampira membro del Consiglio Supremo, ha un'affinità con la morte, che le permette di aiutare i defunti nel trapasso e di placare le sofferenze dei vivi. Ha anche un'affinità debole con l'Aria. Ha quasi 500 anni e in Destined si trasferisce alla Casa della Notte di Tulsa, dove insegna una materia speciale ai novizi rossi, ad Afrodite, ad Aurox e a Rephaim. Resasi conto della malvagità di Neferet, si proclama nuova Somma Sacerdotessa al suo posto.

### Novizi e vampiri blu
I novizi sono adolescenti che sono stati Segnati dal Marchio a forma di mezzaluna blu sulla fronte. Devono mantenersi vicini a dei vampiri adulti, altrimenti rischiano che il loro corpo rifiuti la Trasformazione, facendoli quindi morire. Completando la Trasformazione si diventa vampiri: i raggi del Sole non li uccidono, ma provocano fastidio.
Loren Blake
Poeta Laureato Vampiro, ha 25 anni e insegna temporaneamente alla Casa della Notte dopo l'omicidio della professoressa Nolan. Si finge un normale professore, ma in realtà è un predatore sessuale e l'amante di Neferet. Seduce con facilità Zoey per allontanarla dai suoi amici. Viene ucciso al termine di Chosen proprio da Neferet. Il suo gatto si chiama Wolverine.
Shekinah
Somma Sacerdotessa di tutti i vampiri, residente a Venezia. Presiede il Consiglio Supremo dei Vampiri. Viene uccisa da Neferet in Untamed.
Lenobia
Insegnante di Studi Equestri, ha un'affinità con i cavalli, di cui riesce a percepire le emozioni. Il suo nome deriva da quello di una famosa Somma Sacerdotessa vissuta nel terzo secolo. È nata in Inghilterra nel XVIII secolo. In Destined si innamora di Travis, il suo nuovo aiutante umano, ma cerca di soffocare i propri sentimenti perché, in passato, l'uomo che amava, Martin, morì in un incendio. Lenobia si lascia poi andare ai suoi sentimenti per Travis dopo aver rischiato di perdere anche lui in un incendio, e si accorge che l'uomo è la reincarnazione di Martin. Ha una gatta siamese color argento, e una cavalla nera di nome Mujaji. È bellissima ed ha lunghi capelli chiari e argentati.
Bryan "Dragone" Lankford
Insegnante di Scherma, Signore delle Spade, ha vinto il Campionato Mondiale di questo sport e non ha mai perso un incontro. Ha un gatto di razza Maine Coon, Shadowfax. Dopo la morte della moglie Anastasia ad opera di Rephaim, si allea con Neferet, non riuscendo a perdonare il Raven Mocker. Pentitosi, viene ucciso da Aurox in Destined mentre cerca di proteggere Rephaim dal suo attacco.
Anastasia Lankford
Insegnante di Incantesimi e Rituali, moglie di Dragone, uccisa da Rephaim in Tempted. Ha una gatta, Ginevra.
Pentesilea
Insegnante di Letteratura, ha scelto il suo nome per ricordare una vampira regina delle Amazzoni. È stata Segnata agli inizi del 1920 e ha molti ricordi sul Titanic. Preferisce che gli studenti la chiamino Professoressa P. Le piace leggere, fare escursioni e collezionare gioielli vintage.
Patricia Nolan
Insegnante di Recitazione e mentore di Erik, viene crocifissa e decapitata in Chosen dal Popolo della Fede. In Tempted si scopre che in realtà è stata Neferet ad ucciderla, perché intralciava i suoi piani.
Ate
Capo dei Figli di Erebo, passa dalla parte del male non appena incontra Kalona, come tutti i novizi della Casa della Notte.
Beverly Missal
Nuova professoressa di Incantesimi e Rituali dopo la morte di Anastasia.

### Novizi e vampiri rossi
I novizi rossi sono coloro che hanno rifiutato la Trasformazione e sono tornati dalla morte come non-morti con tatuaggi non più blu, ma cremisi. Shaylin è l'unica eccezione, essendo stata Segnata direttamente in rosso dal Rintracciatore. Alcuni dei novizi rinati non hanno riacquistato l'umanità e si sono alleati con Neferet, gli altri invece hanno seguito Stevie Rae. I novizi che completano la Trasformazione diventano vampiri rossi. Hanno una forza maggiore rispetto agli altri vampiri, vedono meglio al buio e possono controllare le menti degli umani, ma al Sole bruciano e muoiono.
Kramisha
È una dei novizi rossi che hanno riacquistato l'umanità. Grazie alla sua abilità di poetessa, Zoey la nomina nuovo Poeta Laureato Vampiro del gruppo. Il suo dono consiste nel comporre poesie profetiche. È coraggiosa e ama l'organizzazione e diventa subito amica di Erin e Shaunee. Le piace Johnny B., un altro novizio rosso. Ha lavorato come infermiera volontaria al pronto soccorso del S. John's Hospital. I suoi capelli sono neri, ma le piace giocarci inserendo ciocche colorate o portando parrucche. Ha la pelle color cioccolato al latte.
Venere
Ex-compagna di stanza e migliore amica di Afrodite, è attratta da Erik e sta brevemente con lui in Tempted, nonostante venga minacciata da Zoey per questo. Ha capelli biondi che, secondo Zoey, sembrano oro.
Nicole
Leader dei novizi rossi che non hanno riacquistato l'umanità, ma si sono schierati dalla parte del male e di Neferet. In Awakened, viene sostituita come capo dei novizi da Dallas. Ha capelli scuri e occhi marroni, quasi neri. È molto magra e le piacciono i cavalli. Vuole uccidere Stevie Rae e nel suo piano viene aiutata da Kurtis e Starr. Nei suoi occhi compare talvolta l'ombra malvagia di Neferet. Il dono che Nyx le ha fatto è la capacità di leggere nel pensiero delle persone che tocca. In Hidden, grazie al proprio dono Shaylin si accorge che Nicole sta diventando buona: la ragazza, infatti, si vota a Stevie Rae in Revealed tagliando completamente i ponti con Dallas e i suoi. Si innamora di Shaylin, che diventa la sua ragazza.
Dallas
Braccio destro di Stevie Rae e suo quasi-ragazzo. Ha un'affinità con l'elettricità. Si trasforma in Burned, dopo aver scoperto, mentre facevano l'amore, che Stevie Rae e Rephaim hanno un Imprinting. Sentendosi tradito, viene avvolto dalla Tenebra, diventando malvagio. Si unisce ai novizi rossi malvagi, diventandone il nuovo capo e stabilendo il proprio nido alla Will Rogers High. In Hidden comincia una relazione con Erin. Quando la ragazza muore in Revealed, accusa Zoey e i suoi amici e cerca di uccidere Stevie Rae: per questo, viene decapitato.
Shaylin Ruede
È la prima novizia ad essere Segnata da Erik, ricevendo il Marchio direttamente di colore rosso. Prima di essere Segnata, viveva con la madre adottiva, era cieca dall'età di cinque anni e lavorava alla biblioteca di South Broken Arrow, ma dopo aver ricevuto il Marchio riacquista la vista. Il suo dono è la Vista Assoluta: vede, cioè, la vera essenza delle persone, rappresentata da un'aura colorata che le circonda. Ha anche un'affinità con l'Acqua, e ciò le permette di sostituire Erin dopo che questa se n'è andata dal gruppo. Lega subito con Zoey e il resto del suo gruppo, e diventa la ragazza di Nicole. Ha folti capelli castani e occhi neri.

### Umani
Sylvia Redbird
Nonna materna di Zoey, discende dalla tribù Cherokee. Dà alla nipote utili consigli e la chiama "Zoeybird" o "u-we-tsi a-ge-hu-tsa", termine cherokee che significa "figlia". Vive in una fattoria circondata da campi di lavanda. Sua figlia Linda, madre di Zoey, viene uccisa in Awakened. Sylvia è una donna molto buona e incline al perdono.
Heath Luck
Ex-Fidanzato umano di Zoey, con il quale subisce un Imprinting, poi spezzato da Loren. Tale Imprinting viene ristabilito in Hunted. È il quarterback della squadra di footaball di Broken Arrow e conosce Zoey sin dall'infanzia. All'inizio di Marked, beve spesso e si droga, ma con il proseguire della storia smette. Al termine di Tempted viene ucciso da Kalona. In Awakened, Nyx gli propone di tornare sulla Terra sotto forma di spirito nel corpo di Aurox, lo Strumento donato a Neferet dal toro bianco, e Heath accetta.
Suor Mary Angela
Comparsa per la prima volta in Untamed, è una suora benedettina e la proprietaria di Street Cats. Accetta l'esistenza del vampiri e vede Nyx come un'altra forma della Vergine Maria. Stabilisce un forte legame con Zoey e l'aiuta a prendersi cura di sua nonna e a liberarsi di Kalona in Hunted.
Travis Foster
Travis è il nuovo addetto alle scuderie chiamato alla Casa della Notte da Neferet in Destined. Di sangue in parte creek per discendenza paterna, ha 27 anni e possiede una cavalla di razza percheron, Bonnie, a cui tiene molto. Si innamora di Lenobia, ma la donna inizialmente lo rifiuta. È la reincarnazione di Martin, l'uomo che Lenobia amò in passato.

### Altri personaggi
Nyx
Dea di tutti i vampiri, sovrana dell'Aldilà e personificazione della Notte. Non è gelosa, né vendicativa. Il suo culto è amministrato dalle Somme Sacerdotesse. Dona ai vampiri dei poteri speciali chiamati "affinità", che non ritira mai a causa del libero arbitrio.
Kalona
Era il Guerriero di Nyx nell'Aldilà, legato a lei dal Giuramento di Guerriero, e la proteggeva dalla Tenebra. Poiché l'amava troppo ed era geloso di suo fratello Erebo, consorte di Nyx, la Dea lo cacciò dal suo regno, rendendolo un angelo caduto. Sulla Terra cominciò a schiavizzare gli uomini e abusare delle donne. Fu imprigionato nelle profondità della terra da A-ya, una fanciulla di creta creata dalle donne della tribù Cherokee per amarlo. I figli avuti con le donne umane sono chiamati Raven Mocker e hanno l'aspetto di uomini-corvo. Può entrare nei sogni di Zoey e cerca di convincerla a passare dalla sua parte. Poiché è una creatura celeste, non ama stare vicino alla terra. Inizialmente Consorte di Neferet, dopo essere stato manipolato da lei si allea con Zoey e il suo gruppo, votandosi come Guerriero di Thanatos.
Rephaim
Raven Mocker primogenito di Kalona e suo preferito. È un semi-immortale, concepito da Kalona e da una donna cherokee. Dopo aver ucciso la professoressa Anastasia, è stato salvato da Stevie Rae, che l'ha curato e lo tiene nascosto, all'inizio nel capanno degli attrezzi dell'abbazia benedettina, poi nelle gallerie dello scalo ferroviario, infine in una casa abbandonata nel parco del Gilcrease Museum. Alla fine di Tempted hanno stabilito un Imprinting. Prova dei sentimenti verso Stevie Rae, che con il tempo diventeranno amore. Al termine di Awakened, Nyx gli fa il dono di essere umano di notte e corvo di giorno.
Aurox
Creatura creata dal Toro Bianco sacrificando la mamma di Zoey, Linda, contiene l'anima di Heath, che gli permette di provare gli stessi sentimenti di Zoey, mentre di solito si limita ad assorbire le sensazioni delle altre persone. Fa tutto quello che gli chiede Neferet. Solitamente ha la forma di un ragazzo umano, ma più diventa potente assorbendo emozioni, più si trasforma in un toro bianco. In "Redeemed" viene scelto da Skylar, ex gatto di Neferet. È la chiave per imprigionare Neferet per sempre.

## Altri media

### Adattamento cinematografico
Nel 2008 la rivista Variety informò che una trasposizione per il grande schermo di Casa della Notte era nelle prime fasi di pianificazione. I diritti cinematografici furono opzionati dalla Empire Pictures, che incaricò Kent Dalian della sceneggiatura. A novembre 2011, fu annunciata l'acquisizione dei diritti per il film da parte della compagnia di Samuel Hadida, la Davis-Films.

### Fumetto
P.C. Cast ha annunciato sul suo sito l'adattamento in fumetto della serie, pubblicato mensilmente sulla rivista Dark Horse dal 9 novembre 2011. Le uscite sono cinque, ciascuna dedicata ad un elemento. La storia si svolge tra Marked e Betrayed e si concentra su Zoey che cerca di diventare una buona leader delle Figlie Oscure. I disegni sono realizzati da Joëlle Jones, la copertina da Jenny Frison.

## Accoglienza
La serie ha generalmente ricevuto buone recensioni, rientrando al quinto posto della lista dei Children's Bestsellers  del New York Times. Nel 2009, la Henderson Junior High School di Stephenville, Texas, ha bandito l'intera serie dalla propria biblioteca, per "contenuti sessuali e nudità".

### Premi vinti
- Romantic Times Reviewers' Choice Award per Marked (Young Adult Novel[31])
- Romantic Times Reviewers' Choice Award per Tempted (Best Young Adult Paranormal/Fantasy Novel[32])
- Goodreads Choice Award per Burned (Favorite Book, Young Adult Fantasy, Favorite Heroine)[33]
- Una nomination ai Teen Read Award come Miglior serie nel 2010.